# Le Claux
Le Claux település Franciaországban, Cantal megyében. Lakosainak száma 161 fő (2022. január 1.). Le Claux Cheylade, Dienne, Le Falgoux, Lavigerie és Mandailles-Saint-Julien községekkel határos.

## Népesség
A település népességének változása:
| Lakosok száma | 405  | 341  | 293  | 221  | 196  | 188  | 181  | 170  | 166  | 161  |
|               | 1968 | 1982 | 1990 | 2006 | 2013 | 2015 | 2017 | 2019 | 2020 | 2022 |